# Jüdischer Friedhof (Hundsbach)

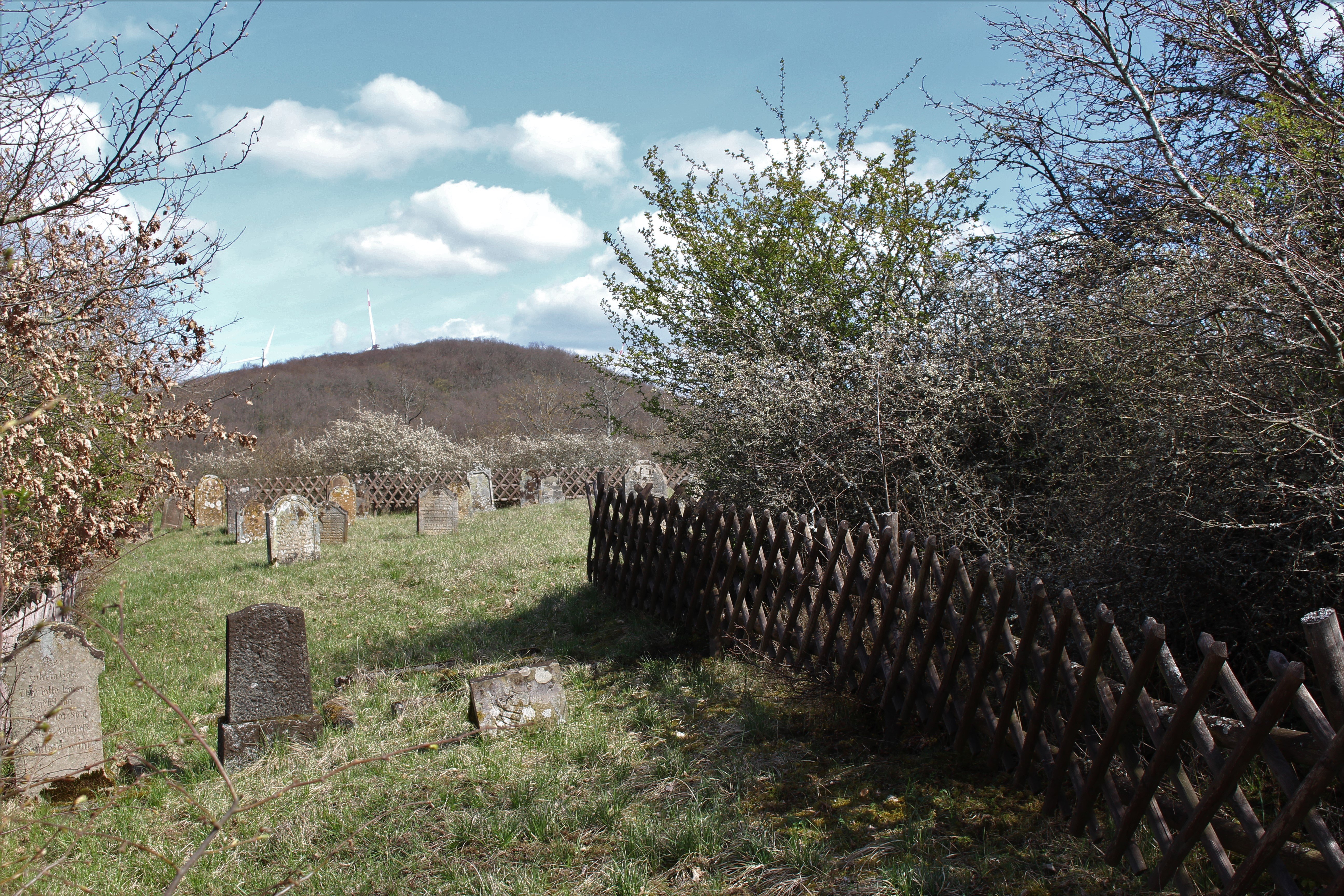
Jüdischer Friedhof von Hundsbach, Sicht von der Tür

Der Jüdische Friedhof Hundsbach ist ein Friedhof in der Ortsgemeinde Hundsbach im Landkreis Bad Kreuznach in Rheinland-Pfalz. 
Der jüdische Friedhof liegt etwa einen Kilometer östlich des Ortes in der Flur „Am Judenkirchhof“, unweit der nördlich und östlich verlaufenden Landesstraße L 182, die von Kirn nach Meisenheim führt. Er ist über einen Feldweg zu erreichen.
Auf dem 1159 m² großen Friedhof, der Ende des 17. oder Anfang des 18. Jahrhunderts angelegt und bis zum Jahr 1942 belegt wurde und zu den ältesten jüdischen Friedhöfen im Kreisgebiet gehört, befinden sich 51 Grabsteine aus dem 18. und 19. Jahrhundert. Viele von ihnen sind stark verwittert.